# زاغ‌های زمینی
زاغ‌های زمینی (نام علمی: Podoces) نام یک سرده از تیره کلاغان است.